# Павлов, Валерий Анатольевич
Вале́рий Анато́льевич Па́влов (7 февраля 1986, Сызрань, Самарская область, РСФСР, СССР) — российский футболист, полузащитник клуба «Сокол».

## Карьера
Воспитанник сызранского футбола. Первые тренеры: Вечкин В. З., Коновалов Н. И.
Профессиональную карьеру начал в турнире дублёров РФПЛ в 2002 году, проведя за дубль «Сокола» 7 игр. После того как «Сокол» был лишён профессионального статуса, покинул команду, начало сезона 2006 года проведя в «Носте», завершив его переходом в «Ростов», однако в основную команду не попал, проведя за дубль «Ростова» 8 матчей.
Сезон 2007 провёл в «Содовике» в Первом дивизионе, сыграв 29 матчей и забив 2 гола. В 2008 году вернулся в «Сокол», где играл до середины сезона 2010 года, перейдя летом в «Неман» к хорошо знакомому ему саратовскому тренеру, возглавившему белорусский клуб Александру Корешкову. Проведя 12 матчей в Высшей лиге Белоруссии во второй половине сезона 2010 года, забил один гол, отдал две голевые передачи.
В сезоне 2011 года вновь вернулся в «Сокол».

## Достижения
- Бронзовый призёр Первого дивизиона: 2004